# كلود سوندرز
كلود سوندرز هو مجدف كندي، ولد في 25 يناير 1912 في هاميلتون في كندا، وتوفي بنفس المكان في 30 أبريل 2007.

## وصلات خارجية
- كلود سوندرز على موقع الاتحاد الدولي للتجديف (الإنجليزية)
- كلود سوندرز على موقع أوليمبيديا (الإنجليزية)
- كلود سوندرز على موقع قاعة كندا للمشاهير الرياضية (الإنجليزية)